# 小内海駅
小内海駅（こうちうみえき）は、宮崎県宮崎市大字内海にある、九州旅客鉄道（JR九州）日南線の駅である。

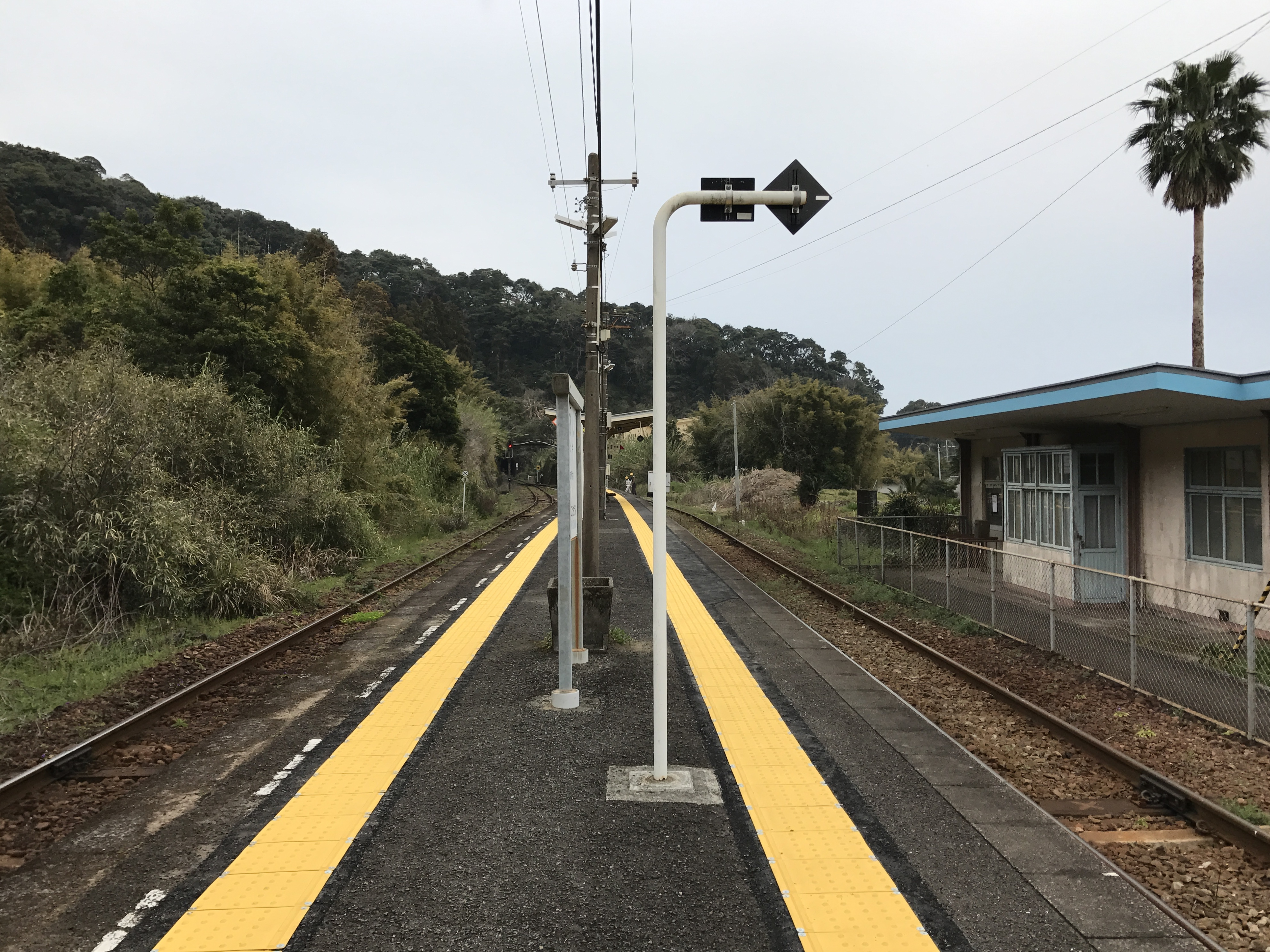
2021年の震災前のホーム（2017年3月）

## 歴史
- 1963年（昭和38年）5月8日：国鉄日南線の駅として開設[1]。旅客のみ取扱う無人駅[2]。
- 1978年（昭和53年）3月：ホームを20 m延伸、ホーム有効長を90 mとする[3]。
- 1987年（昭和62年）4月1日：国鉄分割民営化に伴い、九州旅客鉄道（JR九州）の駅となる[4]。
- 2021年（令和3年）9月16日：台風14号接近に伴う大雨による土砂流入に伴い被災[5]。
- 2022年（令和4年）4月1日：宮崎支社発足、鹿児島支社から同支社へ移管[6]。

## 駅構造
築堤上に単式ホーム1面1線を有する地上駅。外からは急な階段を上って駅に入る。
無人駅。駅舎は無く、ホームと短い上屋が設置されている。
2021年の土砂災害に伴う被害の後、南側に階段の位置が変更された。

## 利用状況
2015年（平成27年）度の1日平均乗車人員は6人である。
近年の1日平均乗車人員の推移は以下の通り。
| 年度   | 1日平均 乗車人員 |
| ------ | ---------------- |
| 1996年 | 51               |
| 1997年 | 52               |
| 1998年 | 50               |
| 1999年 | 47               |
| 2000年 | 41               |
| 2001年 | 35               |
| 2002年 | 30               |
| 2003年 | 31               |
| 2004年 | 30               |
| 2005年 | 25               |
| 2006年 | 24               |
| 2007年 | 23               |
| 2008年 | 19               |
| 2009年 | 21               |
| 2010年 | 19               |
| 2011年 | 16               |
| 2012年 | 10               |
| 2013年 | 5                |
| 2014年 | 4                |
| 2015年 | 6                |

## 駅周辺
- 巾着島

## 隣の駅
九州旅客鉄道（JR九州）
■日南線
■快速「日南マリーン号」
通過
■普通
内海駅 - 小内海駅 - 伊比井駅